# Žilovský potok
Žilovský potok je dlouhý přibližně 4,8 km. Pramení západně od Stýskal a zprvu teče vjv. směrem. Ve Stýskalech napájí dvojici rybníků. Dále protéká přes Žilov a dále stejným směrem. Přibližně 1 km před svým ústím se směr toku stáčí k jihu. Vtéká zleva do řeky Třemošné na východním okraji Ledců, nedaleko Dubského Mlýnu. V uplynulých 25 letech[kdy?] nebylo zaznamenáno téměř žádné rozvodnění.